# HD 166095
HD 166095，又名BD+14 3427，SAO 103414、HR 6784，是一颗恒星，视星等为6.37，位于銀經41.14，銀緯15.84，其B1900.0坐标为赤經18h 4m 0.3s，赤緯+14° 15.84′ 10″。